# Palatul Poștelor din Timișoara
Palatul Poștelor din Timișoara este o clădire proiectată de Ignác Alpár, monument istoric. Imobilul a fost construit în Belle Époque, din 1910 până în 1912.